# Philippe Stoffel-Munck
Philippe Stoffel-Munck, né le 8 août 1968, est un professeur français de droit privé. Agrégé de droit privé en 2001, il enseigne successivement à l'Université Paris-Est-Créteil (UPEC) de 2001 à 2005 puis à l'Université Panthéon-Sorbonne (« Paris 1 ») depuis 2005 ainsi qu'à l'école HEAD et l'Institut catholique de Paris depuis 2015.

## Études et carrière professionnelle
Philippe Stoffel-Munck effectue sa scolarité de collège et de lycée à Marseille, à l'École de Provence.
Après le baccalauréat, il intègre la Faculté de droit et de science politique d'Aix-Marseille.
Après avoir été major du DEA de droit privé à la Faculté de droit d'Aix-en-Provence (1993), Philippe Stoffel-Munck obtient le titre de docteur en droit en 1998 avec une thèse intitulée L'abus dans le contrat : essai d'une théorie, sous la direction de Roger Bout, et devient maître de conférences en 1999.
En 2001, il est reçu major du premier concours national d'agrégation et enseigne à l'Université Paris XII.
En septembre 2005, il rejoint l'Université Paris 1 Panthéon-Sorbonne, où il enseigne toujours le droit civil.
Le 16 mars 2013, il se prononce contre l'adoption de la loi ouvrant le mariage aux couples de même sexe, en ajoutant son nom au texte d'une Lettre ouverte signée par 170 universitaires français, professeurs et maîtres de conférences en droit, et adressée aux membres du Sénat.
Il est aujourd'hui professeur de droit privé à l'Université Paris 1 Panthéon Sorbonne et membre du Conseil de Direction du Collège de Droit de la Sorbonne.
Depuis mai 2020, le Ministère de la Justice l'a chargé de constituer et de présider la commission de réforme des principaux contrats spéciaux contenus dans le Code civil (vente, bail, prêts, dépôt, entreprise, mandat, contrats aléatoires). La commission a rendu son rapport en mains propres à Éric Dupond-Moretti, garde des Sceaux, ministre de la Justice le 11 avril 2023.

## Publication d'ouvrages
- Droit de la responsabilité et des contrats, dir. Ph. le Tourneau, Dalloz Action, 2008
- Les obligations, avec et à la suite de Philippe Malaurie et Laurent Aynès, coll. Droit civil, Defrénois, 2007